# Vereinigung clubfreier Golfspieler
Die Vereinigung clubfreier Golfspieler (VcG) ist ein deutscher Sportverein für Golfer unter dem Dach des Deutschen Golf Verbandes. Sie ist eine vom DGV anerkannte Interessenvertretung aller clubfreien Golfspieler in Deutschland.

## Ausgangslage
Wer auf Golfplätzen in Deutschland spielen möchte, muss entweder dort Mitglied sein oder eine Mitgliedschaft in einem anderen Club besitzen. Anders als in den USA gibt es kaum Plätze, die allen offenstehen. Weitere Voraussetzung zum Spielen ist eine sogenannte Platzerlaubnis, für die man einen Kurs belegt haben und in einer Prüfung ablegen muss.

## Ziele
Aufgabe der VcG ist es, an der Verbreitung des Golfsportes in Deutschland mitzuwirken. Zu diesem Zweck wurde sie 1993 vom Präsidium des Deutschen Golf Verbandes und dem Präsidialbeirat als Vertretung der Landesgolfverbände gegründet. Zum einen wird Interessenten ein kostengünstiger und flexibler Einstieg in das Golfspiel ermöglicht und Einstiegsbarrieren sollen abgebaut werden, um viele Menschen für den Golfsport zu gewinnen. Gleichzeitig versteht sich die VcG auch als Heimat für Greenfee-Spieler und Gelegenheitsgolfer – also als Verein für diejenigen Golfspieler, die sich nicht an einen Club binden und stattdessen auf verschiedenen Anlagen gegen eine Spielgebühr, die Greenfee, spielen möchten.

## Prinzip der VcG
Für den Betrag von derzeit jährlich 195 Euro ist man in der VcG Mitglied. Man hat die Möglichkeit bei über 700 Golfclubs in Deutschland gegen Gebühr, das sogenannte Greenfee zu spielen. (Stand 12/2018). Der finanzielle Aufwand für Einsteiger oder Greenfeespieler ist also vergleichsweise gering.

## Mitgliederzahlen
Derzeit sind über 29.900 Golfspielerinnen und Golfspieler Mitglied in der VcG (Stand: 31. Dezember 2024). Damit ist sie einer der größten Sportvereine Deutschlands. Seit ihrer Gründung im Jahr 1993 fanden rund 99.000 Sportlerinnen und Sportler (Stand: Dezember 2024) mithilfe der VcG den Einstieg in das Golfspiel. Manche Golferinnen oder Golfer wechseln nach einiger Zeit von der VcG in einen traditionellen Golfclub, denn für 'Vielspieler' ist eine Club-Mitgliedschaft günstiger, weil nicht bei jeder Runde Greenfee bezahlt werden muss. Dieser Wechsel in die Clubs ist durchaus beabsichtigt. Zugleich führt er aber dazu, dass die Zuwächse der Mitgliederzahlen der VcG geringer werden.

## Förderung des Golfsports
Aus den Mitgliedschaftsbeiträgen erwirtschaftete Gewinne werden z. T. in Förderprojekte investiert. Bis heute sind dies insgesamt über 37 Millionen Euro (Stand 12/2024). Dieses Geld wird vornehmlich genutzt, um groß angelegte Kampagnen zur Image- und Wachstumsförderung umzusetzen sowie Nachwuchsförder- und Infrastrukturprojekte zu finanzieren.
Dies sind seit 1999 Abschlag Schule, „pay&play – Öffentlicher Kurzplatz für Jedermann“ (2002–2006), „play golf, start living“ (2001–2003). Aber auch groß angelegte Imagekampagnen zur Wachstumsförderung wie die Initiative „Gemeinsam golfen“ oder Projekte zur Förderung internationaler Golfevents wie der Solheim Cup 2015 der Ryder Cup 2018 und 2022, dem Amundi German Masters powered by VcG (seit 2022) oder der German Challenge powered by VcG (seit 2021).

## Abschlag Schule
Das Förderprojekt Abschlag Schule verfolgt das Ziel, Golf als Schulsport zu etablieren. Kinder und Jugendliche sollen so mit dem Golfsport in Kontakt kommen. Gleichzeitig soll Nachwuchs für den Vereinssport gewonnen und die Akzeptanz des Golfsportes erhöht werden. 1999 startete Abschlag Schule ausschließlich in den neuen Bundesländern. 2001 erfolgte die Ausdehnung auf das gesamte Bundesgebiet. Grundsätzlich gibt es mehrere Fördermöglichkeiten im Rahmen des Projekts: Schnuppertage oder eine Projektwoche, Arbeitsgemeinschaft in der Schule oder eine Arbeitsgemeinschaft auf dem Golfplatz. Fördermaßnahmen sind finanzielle Zuschüsse für den Transport zwischen Schule und Golfplatz, den Golfunterricht sowie für Material, insbesondere Leihschläger. Schüler, die durch Abschlag Schule mit dem Golf in Kontakt gekommen sind, haben die Möglichkeit in eigenen Turnieren erste Erfahrungen zu sammeln. 9500 Kinder und Jugendliche in 510 Schulen nahmen im Jahr 2008 teil. Die teilnehmenden Schulen liegen im gesamten Bundesgebiet. Jeder vierte Jugendliche wird langfristig für die Nachwuchsarbeit der Vereine gewonnen.

### Jugend trainiert für Olympia
Ende März 2007 hat das Kuratorium der Deutschen Schulsportstiftung auf Empfehlung der Sportkommission der Kultusministerkonferenz beschlossen, die Sportart Golf ab sofort in das Standardprogramm von Jugend trainiert für Olympia aufzunehmen. JTFO gilt als größter Schulsportwettbewerb der Welt, an dem jährlich mehr als 900.000 Schülerinnen und Schüler aus ganz Deutschland teilnehmen. Erst durch das Förderprojekt hat sich ein nahezu in allen Bundesländern stattfindendes Wettkampfsystem inklusive Landesfinalveranstaltungen etabliert – und damit die strukturellen Voraussetzungen (Magdeburger Kriterien) für die Aufnahme geschaffen.